# 日本史偵探柯南
《日本史偵探柯南》（日语：日本史探偵コナン），是以青山剛昌漫畫《名偵探柯南》為基礎所繪製的歷史漫畫單行本系列。由小學館於2017年至2018年間出版12冊，之後又以《日本史偵探柯南 外傳》的名義繼續出版。累計本數超過82萬。

## 外部連結
- 日本史探偵コナン （页面存档备份，存于） - 小學館